# Antapistis pallida
Antapistis pallida är en fjärilsart som beskrevs av Butler 1879. Antapistis pallida ingår i släktet Antapistis och familjen nattflyn. Inga underarter finns listade i Catalogue of Life.